# Tribolonotus blanchardi
Tribolonotus blanchardi es una especie de escincomorfos de la familia Scincidae.

## Distribución geográfica
Es endémica del archipiélago de las islas Salomón (Papúa Nueva Guinea e Islas Salomón).